# Krotoszyce (gromada)
Krotoszyce – dawna gromada, czyli najmniejsza jednostka podziału terytorialnego Polskiej Rzeczypospolitej Ludowej w latach 1954–1972.
Gromady, z gromadzkimi radami narodowymi (GRN) jako organami władzy najniższego stopnia na wsi, funkcjonowały od reformy reorganizującej administrację wiejską przeprowadzonej jesienią 1954 do momentu ich zniesienia z dniem 1 stycznia 1973, tym samym wypierając organizację gminną w latach 1954–1972.
Gromadę Krotoszyce z siedzibą GRN w Krotoszycach utworzono – jako jedną z 8759 gromad na obszarze Polski – w powiecie legnickim w woj. wrocławskim, na mocy uchwały nr 18/54 WRN we Wrocławiu z dnia 2 października 1954. W skład jednostki weszły obszary dotychczasowych gromad Krotoszyce, Krajów, Wilczyce, Dunino, Czerwony Kościół (bez przysiółka Goślinów) i Winnica (bez przysiółka Bielowice) oraz przysiółki Smokowice i Szymanowice z dotychczasowej gromady Przybków ze zniesionej gminy Krotoszyce w tymże powiecie. Dla gromady ustalono 19 członków gromadzkiej rady narodowej.
31 grudnia 1961 z gromady Krotoszyce wyłączono część obszaru przysiółka Szymanowice (działki 1/2, 1/3, 43/2, 82/1 19/2, 41, 42 i 84), włączając ją do miasta (na prawach powiatu) Legnica w tymże województwie.
1 lipca 1968 do gromady Krotoszyce włączono wsie Jaszków, Białka i Pawłowice Małe ze zniesionej gromady Ulesie w tymże powiecie.
Gromada przetrwała do końca 1972 roku, czyli do kolejnej reformy gminnej. 1 stycznia 1973 w powiecie legnickim reaktywowano gminę Krotoszyce.